# دهستان رودقات
دهستان رودقات یکی از دهستانهای بخش صوفیان شهرستان شبستر استان آذربایجان شرقی  است که دارای 20 روستا به مرکزیت روستای امند است.
دارای هوایی ییلاقی و سردسیر سالم است. و رودخانه‌ ایوند (سینیق)  دیه‌های واقع در مسیر خود را مشروب می‌کند.
این دهستان بر طبق گزارش سرشماری سال 1395  مرکز آمار ایران دارای 11158 نفر سکنه می باشد 
سابق بر این ،دهستان رودقات جزو بخش مرکزی شهرستان مرند و دارای 40 روستا بود که مهمترین آن‌ها عبارت بودند از: بناب ،  النجق، زرغان،دوگیجان،امند و ایوند.
بر اساس تقسیمات کشوری در سال 1367 شمسی اکثر روستاهای آن از شهرستان مرند منفک و به شهرستان شبستر الحاق گردید که 20 روستای آن با نام دهستان رودقات و 5 روستای آن به دهستان چله‌خانه، بخش صوفیان الحاق شدند و باقی روستاهای آن به دهستان بناب و دهستان میشاب شمالی شهرستان مرند الحاق شدند .

## روستاهای دهستان رودقات
آلوچه ملک، امند، ایوند، پردول،  تازه کند، ترپ، چراغلو، زبرلو، زین‌آباد، سار، ساری قیه ( خالی از سکنه ) ، سهرل (سهرقه)، کلانکش، کهل، لار (لاری)، مزرعه، منور، موجومبار ،هرزنق، ورکش